# کارل روتیه
کارل روتیه (انگلیسی: Karel Rottiers؛ ۷ آوریل ۱۹۵۳ – ۲ ژوئیهٔ ۲۰۲۴) دوچرخه‌سوار اهل بلژیک  بود.